# Nils Höglander
Nils Erik Anders Höglander (* 20. Dezember 2000 in Bockträsk) ist ein schwedischer Eishockeyspieler, der seit April 2020 bei den Vancouver Canucks in der National Hockey League (NHL) auf der Position des Flügelstürmers spielt.

## Karriere
Nils Höglander wurde in Bockträsk in der Gemeinde Sorsele in Nordschweden geboren und spielte in seiner Jugend für den Nachwuchs des Clemensnäs HC. Die Saison 2015/16 verbrachte er in den Nachwuchsabteilungen vom Timrå IK, bevor er zur Spielzeit 2016/17 zum AIK Solna wechselte. Dort lief der Flügelstürmer für die U20 in der J20 SuperElit, der höchsten Juniorenliga, sowie für die Herren des Vereins in der Allsvenskan, der zweithöchsten Profiliga Schwedens auf. Nachdem Solna den Aufstieg zweimal verpasst und er für die U20 mit 22 Scorerpunkten aus 22 Spielen einen Punkteschnitt von 1,0 pro Spiel erreicht hatte, wechselte er zur Saison 2018/19 zum Rögle BK in die ranghöhere Svenska Hockeyligan (SHL). Für das Team stand er fortan regelmäßig in der SHL auf dem Eis, während ihn die Vancouver Canucks im NHL Entry Draft 2019 an 40. Position berücksichtigten. Im April 2020 statteten ihn die Canucks mit einem Einstiegsvertrag aus, bevor er aufgrund des verzögerten Beginns der NHL-Saison 2020/21 nochmals leihweise nach Rögle zurückkehrte. Nach 14 Punkten in 23 Spielen nahm er schließlich an der Saisonvorbereitung der Canucks teil und gab im Januar 2021 sein Debüt in der National Hockey League (NHL).
Nachdem er sich im NHL-Aufgebot Vancouvers etabliert hatte, verlor er diesen Stammplatz während der Spielzeit 2022/23 wieder. Demzufolge wurde er überwiegend beim Farmteam eingesetzt, den Abbotsford Canucks aus der American Hockey League (AHL). Seit der Saison 2023/24 gehört er erneut zum Kader der Vancouver Canucks.

### International
Erste internationale Erfahrungen sammelte Höglander bei der World U-17 Hockey Challenge 2016, bei der er mit der schwedischen U17-Auswahl die Goldmedaille gewann. Auf U18-Niveau nahm er an der U18-Weltmeisterschaft 2018 teil und errang dort die Bronzemedaille mit den Tre Kronor. Eine weitere Bronzemedaille gewann der Flügelstürmer mit der schwedischen U20-Nationalmannschaft bei der U20-Weltmeisterschaft 2020, wobei er sich mit elf Scorerpunkten hinter Landsmann Samuel Fagemo und dem Kanadier Barrett Hayton auf dem dritten Rang der Scorerliste platzierte.

## Erfolge und Auszeichnungen
- 2016 Goldmedaille bei der World U-17 Hockey Challenge
- 2018 Bronzemedaille bei der U18-Weltmeisterschaft
- 2020 Bronzemedaille bei der U20-Weltmeisterschaft

## Karrierestatistik
Stand: Ende der Saison 2023/24

### International
Vertrat Schweden bei:
- World U-17 Hockey Challenge 2016
- U18-Weltmeisterschaft 2018
- U20-Weltmeisterschaft 2020

(Legende zur Spielerstatistik: Sp oder GP = absolvierte Spiele; T oder G = erzielte Tore; V oder A = erzielte Assists; Pkt oder Pts = erzielte Scorerpunkte; SM oder PIM = erhaltene Strafminuten; +/− = Plus/Minus-Bilanz; PP = erzielte Überzahltore; SH = erzielte Unterzahltore; GW = erzielte Siegtore; 1 Play-downs/Relegation; Kursiv: Statistik nicht vollständig)